# Broxton, Cheshire
Broxton är en ort och civil parish i Storbritannien.   Den ligger i kommunen Cheshire West and Chester i riksdelen England, i den södra delen av landet, 250 km nordväst om huvudstaden London. Broxton ligger 56 meter över havet och antalet invånare är 461.
Terrängen runt Broxton är platt. Runt Broxton är det tätbefolkat, med 266 invånare per kvadratkilometer. Närmaste större samhälle är Chester, 14,1 km nordväst om Broxton. Trakten runt Broxton består i huvudsak av gräsmarker.